# スポーツサンデー
『スポーツサンデー』は、2016年4月10日から12月25日までテレビ朝日で毎週日曜日の6:30 - 7:00（JST）に放送されていたスポーツニュース番組。放送上の略称は「スポサン」で、テレビ朝日系列局の一部でも同時ネットを実施していた。テレビ番組表では「スポーツサンデー!!!!」と表記していた。

## 概要

### 番組開始までの経緯・放送状況
テレビ朝日では2000年から、日曜の6時台後半にアニメーションの放送枠を編成。当初は関東ローカル、2011年4月3日から2016年4月3日までは、中断期間をはさんで全国ネットで放送していた。
しかし、2016年4月から編成の方針を一新。当該枠をローカルセールス枠へ変更するとともに、当番組で生放送によるスポーツニュースを伝えることになった。
テレビ朝日が当該枠をニュース番組に充てるのは、1997年4月の『ANNニュースフレッシュ』の放送枠移動（15分繰り上げ）以来19年振り。前述したようにローカルセールス番組であったため、番組開始時点でのネット局は6局にとどまっていた。ただし、未ネット局でも、テレビ朝日が派生番組を放送する場合に同時ネットを実施することがあった（詳細後述）。
番組開始からわずか9か月後の2016年12月25日をもって終了。2017年1月8日から、当番組と統合する形で、当番組と同じ日曜に放送されていた『TOKYO応援宣言』が未明（土曜深夜）から当番組が放送されていた時間に移動となり、日曜朝のスポーツ番組として再出発されるが、引き続きローカルセールス枠となるため、同番組を枠移動と同時に打ち切りとする局もある（当番組ネット局全局と非ネット局の一部でのみネットされる）。

### 放送内容
放送前日（土曜日）を中心に、アスリートの人物像や裏側にも注目しながら、前週の主なスポーツ情報を紹介。日曜早朝の生放送番組でもあることから、当日に首都圏で発行されたスポーツ紙から注目記事の概要を伝えるほか、日本人選手が出場するメジャーリーグや海外サッカーの速報映像を随時放送する。このような構成を背景に、番組のタイトルロゴには、赤色でチェックマークをあしらったデザインを使用。「チェック」を名称に冠したコーナーを放送するほか、出演者は放送中に、左手の人差し指と親指でチェックマークのポーズを随時示している。
なお、通常は、テレビ朝日本社1階（東京都港区六本木）アトリウムの一角から生放送。大型モニター、スポーツ紙の記事を貼り付けたボード、テーブル2脚を放送のたびに設置するほか、出演者は全員立ったまま登場する。

### 出演者
MCには、テレビ朝日のアナウンサーから、スポーツ担当の大西洋平と、2016年3月まで『報道ステーション』のスポーツキャスターだった青山愛を起用。山本昌、高橋尚成、仁志敏久、松中信彦などのプロ野球解説者や、スポーツ界の専門家から、毎回1名をゲストに迎える。なお、ゲストによっては、事前収録でアスリートへのインタビューも担当することがある。

## MC
いずれも出演時点ではテレビ朝日アナウンサーで、2016年4月10日の初回から担当。
- 大西洋平
- 青山愛 - 番組公式ブログの執筆も担当。

## 主なコーナー
- 気になる朝刊チェック
  - 放送当日に首都圏で販売される日刊スポーツ・スポーツニッポン・サンケイスポーツ・デイリースポーツ・スポーツ報知（いずれも東京本社発行の最終版）の記事を、1紙につき1 - 2件紹介。特に注目度の高い記事については、テレビ朝日側で撮影・入手した関連映像も放送する。
  - 青山が記事の読み上げと進行役、当日のゲストがコメンテーターを担当。記事を貼り付けたボードは、表裏合わせて最大6紙分のスペースを設けていて、青山の手動操作によって表面から裏面へ回転するようになっている。
- 青山愛（メグミ）のスポーツ駆けメグる!
  - 事前収録による青山からアスリートへのインタビュー企画で、青山がアスリートの"現場"（試合会場や練習場など）に赴く。なお、取材対象のアスリートが放送前週の試合へ出場した場合には、その試合のハイライト映像も放送する。
- スポサンチェック
  - 当日出演のゲストがメインで進行する解説コーナー。ゲストと縁の深いスポーツを対象に、自筆のフリップを使いながら、自身が注目するアスリートの魅力や可能性を手短に語る。
- スポ3（サン）“スゴ技”
  - 放送前日に日本の内外で催されたスポーツの試合映像から、毎週3人のアスリートによる“スゴ技”（スーパープレー）のダイジェスト映像を放送。スポーツアナウンサーでもある大西が、インカムを通じて実況風に紹介する。
- ～の「元気になる曲」（～には当日のゲストの氏名が入る）
  - エンディングで放送。ゲストにとって「元気になる曲」の一節を流しながら、その曲にまつわるエピソードをゲストが披露する。

## テーマソング
- Wham!「Wake Me Up Before You Go-Go」

## 放送時間
- 毎週日曜日 6:30 - 7:00

## ネット局
| 放送対象地域 | 放送局              | 系列           | 放送日時         | 備考       |
| ------------ | ------------------- | -------------- | ---------------- | ---------- |
| 関東広域圏   | テレビ朝日（EX）    | テレビ朝日系列 | 日曜 6:30 - 7:00 | 制作局     |
| 北海道       | 北海道テレビ（HTB） | テレビ朝日系列 | 日曜 6:30 - 7:00 | 同時ネット |
| 秋田県       | 秋田朝日放送（AAB） | テレビ朝日系列 | 日曜 6:30 - 7:00 | 同時ネット |
| 山口県       | 山口朝日放送（yab） | テレビ朝日系列 | 日曜 6:30 - 7:00 | 同時ネット |
| 長崎県       | 長崎文化放送（NCC） | テレビ朝日系列 | 日曜 6:30 - 7:00 | 同時ネット |
| 大分県       | 大分朝日放送（OAB） | テレビ朝日系列 | 日曜 6:30 - 7:00 | 同時ネット |
| 鹿児島県     | 鹿児島放送（KKB）   | テレビ朝日系列 | 日曜 6:30 - 7:00 | 同時ネット |

## 特別編成・番組休止
- 2016年6月19日は「第116回全米オープンゴルフ」中継（6:10 - 8:00）のため休止。
- 2016年7月3日は「サッカー・UEFAユーロ2016 準々決勝 ドイツ×イタリア」中継（3:45 - 6:55、予定より35分延長）・『ANNニュース』（6:55 - 7:00、予定より35分繰り下げ・5分短縮）のため、急遽休止。
- 2016年7月10日は「第71回全米女子オープンゴルフ」中継（4:05 - 8:00）のため休止。
- 2016年7月17日は通常放送とは別枠で、10:00 - 11:45に『スポーツサンデー 夏祭りスペシャル』をEXけやき坂スタジオから生放送。通常編成の『極上!旅のススメ』と同じくネットワークセールス枠としての放送だったが、系列局の一部では、地元の高校野球地方大会（県大会等）中継を優先した関係でネットを返上した。
- 2016年8月28日は通常放送とは別枠で、10:00 - 11:45に『スポーツサンデー リオの次はサッカーだ!日本代表応援スペシャル』を生放送。通常編成の『旅のススメ』と同じくネットワークセールス枠としての放送。